# Sanzhar Tursunov
Sanzhar Atkhamovich Tursunov (ouzbek : Санжар Атхамович Турсунов) (né le 29 décembre 1986 à Tachkent en RSS d'Ouzbékistan) est un joueur de football international ouzbek, qui évolue au poste de milieu de terrain.

## Biographie

### Carrière en sélection
Avec l'équipe d'Ouzbékistan, il possède 50 sélections (avec 5 buts inscrits) depuis 2010. 
Il figure dans le groupe des sélectionnés lors des Coupes d'Asie des nations de 2011 et de 2015. La sélection ouzbek se classe quatrième de la compétition en 2011.

## Palmarès
Volga Nijni Novgorod
- Championnat de Russie :
  - Vice-champion : 2010.